# Моя жизнь (повесть)
«Моя жизнь» — повесть А. П. Чехова, увидевшая свет в 1896 году. Повествование ведётся от имени дворянина, который увлёкся идеями народничества и толстовства, порвал отношения с отцом и занялся малярным делом.

## Сюжет
Мисаил Полознев вспоминает о своих отношениях с отцом, сестрой и женой. Его отец — губернский архитектор, чёрствый и недалёкий человек, кичащийся своим дворянством. Что о нём думают люди его круга, для него важнее всего на свете. Вынужденный выбирать между одобрением «благородного общества» и семьёй, он выбирает первое и прекращает общение сначала с сыном, а потом и с дочерью.
Путь канцелярского клерка, по которому его направляет отец, претит рассказчику. Он не видит в такой работе и образе жизни никакого смысла, конфликтуя со своими начальниками. Последним по времени становится место у железнодорожного инженера Должикова — богача и хама. Мисаил, с детства прозванный «Маленькая польза», отказывается пользоваться плодами чужого труда и, разделяя толстовские идеи насчёт благотворности физической работы, устраивается обычным маляром в артель. В отличие от провинциальных интеллигентов, глава работников по прозвищу Редька не выносит лицемерия. Он любит рассуждать о том, что «тля ест траву, ржа — железо, а лжа — душу».
«Опрощение» и «омужичивание» потомственного дворянина приводят к его разрыву с благородным обществом губернского города. От него отворачиваются почти все знакомые, а отец (после безуспешной попытки надавить на сына через губернатора) проклинает его. Среди немногих, кто продолжает встречаться с Мисаилом, — московский доктор Благово, который ведёт с ним бесконечные споры о прогрессе и цивилизации. Благово, любящий произносить высокие слова о неизбежности светлого будущего, при всём своём прекраснодушии ведёт двойную жизнь с сестрой Мисаила, которая ждёт от него ребёнка. Сестра доктора, Анюта, тайком присылает Мисаилу подарки и, как выясняется впоследствии, влюблена в него, но так и не решается признаться в своих чувствах.
Со временем Мисаил становится известен как «самый интересный человек в городе», чем привлекает внимание дочери инженера Должикова — Маши, красавицы и талантливой певицы. Поселившись с Мисаилом в имении Дубечня, она начинает строить там школу для крестьянских детей. Мисаил и Маша вступают в брак, однако их счастье длится недолго. Устав от темноты и недоброжелательства мужиков, Маша уезжает в столицу, а оттуда в Америку. Становится понятным, что она сблизилась с Мисаилом из желания вырваться из-под докучной опеки отца, ради свободы и самостоятельности.
Заменив Редьку во главе артели, Мисаил отныне живёт воспоминаниями о кратком счастье с Машей и воспитывает дочь сестры, умершей от чахотки. Анюта Благово ласкает племянницу, но только когда этого не видит никто из городских знакомых: мнение окружающих для неё по-прежнему превыше всего, даже собственного счастья.

## Создание и публикация
Чехов начал работать над повестью в феврале 1896 года и закончил её в конце июля этого же года. Возникали некоторые разногласия по поводу ее названия. Чехову не нравилось название «Моя жизнь», он хотел ее назвать «В девяностых годах». Редактор журнала «Нива» Алексей Тихонов-Луговой решил, что предложенное название носит мемориальный оттенок и предложил существующее ныне название. Автор не стал спорить.
Повесть впервые печаталась в октябре-декабре 1896 года в № 10-12 ежемесячного «Литературного приложения» к журналу «Нива». Печать повести в нескольких номерах была обусловлена следующими соображениями: в связи с ростом рабочих стачек после коронации Николая II и назначением нового цензора издатели ожидали больших строгостей. Поэтому текст повести разделили для печати в журнале так, чтобы в первую книжку вошли первые пять глав, наиболее безопасные в цензурном отношении. Этим самым предполагалось усыпить бдительность цензора.
Переработанная автором повесть была включена в сборник рассказов «Мужики», изданный А. С. Сувориным. Повесть «Моя жизнь» печаталась без изменений во всех семи изданиях сборника (1897—1899). С некоторыми правками Чехова повесть была включена в десятый том его собрания сочинений, изданного в 1899—1901 годах; в одиннадцатый том 1903 года (Издание Второе) Адольфом Марксом.
Д. Мирский, вообще не очень высоко ставивший Чехова, считал «Мою жизнь» его шедевром «по поэтической мощи и значительности». Ещё при жизни автора повесть была переведена на венгерский, датский, немецкий, сербохорватский, финский, чешский и шведский языки. Лев Толстой принял повесть сдержанно, хотя ему понравился образ Редьки. В 1897 г. И. Е. Репин писал Чехову:
Какая простота, сила, неожиданность; этот серый обыденный тон, это прозаическое миросозерцание являются в таком новом увлекательном освещении. А какой язык! — Библия.

## Анализ
Мисаил Полознев стал одним из первых у Чехова активных героев, нашедших в себе силы преодолеть путы конформизма. По характеристике современного исследователя, «собственно активных личностей Чехов долгое время не видел: как бы ни эволюционировали, к примеру, образы конформистов, приращивая некоторые качества активности, эти персонажи не могли переступить своё слабоволие, сделать конкретные шаги, решиться на поступок». Мисаил Полознев такой поступок совершает, порывая с косной средой, которую воплощает, в первую очередь, его отец (эдиповский тип конфликта).

## Адаптации
- 1972 — фильм «Моя жизнь» (СССР), режиссёры Григорий Никулин, Виктор Соколов
- 2013 — пьеса «Томление» (Великобритания), драматург Уильям Бойд